# Spilopimpla antennalis
Spilopimpla antennalis là một loài tò vò trong họ Ichneumonidae.